# ایهور اسکوبا
ایهور اسکوبا (اوکراینی: Ігор Олегович Скоба؛ زادهٔ ۲۱ مهٔ ۱۹۸۲) بازیکن فوتبال اهل اوکراین است.
از باشگاه‌هایی که در آن بازی کرده‌است می‌توان به باشگاه فوتبال اوبولون-برووار کیف، باشگاه فوتبال آرسنال کی‌یف، باشگاه فوتبال ماریوپول، باشگاه فوتبال دینامو کی‌یف، باشگاه فوتبال اوورلا اوژهورود، و باشگاه فوتبال زوریا لوهانسک اشاره کرد.
وی همچنین در تیم ملی فوتبال زیر ۲۱ سال اوکراین بازی کرده‌است.